# Trinidad en Tobago op de Olympische Zomerspelen 1948
Trinidad en Tobago debuteerde op Olympische Zomerspelen tijdens de Olympische Zomerspelen 1948 in Londen, Engeland. Er werden vijf atleten en vier officials afgevaardigd. Direct werd zilver gewonnen.

## Medailles

### 2Zilver
- Rodney Wilkes — Gewichtheffen, mannen vedergewicht

## Resultaten per onderdeel

### Atletiek
Mannen, 100 meter
- George Lewis

Mannen 200 meter
- George Lewis

Mannen 800 meter
- Wilfred Tull

Mannen 1500 meter
- Wilfred Tull

Mannen 5000 meter
- Manny Ramjohn

Mannen 10.000 meter
- Manny Ramjohn
  - A.E. Browne – Manager/Coach

### Gewichtheffen
Mannen vedergewicht
- Rodney Wilkes — 317.5 kg (zilver medaille)
  - Lionel Seemungal – Manager/Coach

### Wielersport
Mannen 1.000 meter tijdrit
- Compton Gonsalves — 1:32 (17e plaats)
  - Laurie Rogers – Manager/Coach

Afghanistan · Argentinië · Australië · België · Bermuda · Birma · Brazilië · Brits-Guiana · Canada · Ceylon · Chili · Colombia · Cuba · Denemarken · Egypte · Filipijnen · Finland · Frankrijk · Griekenland · Groot-Brittannië · Hongarije · Ierland · IJsland · India · Irak · Iran · Italië · Jamaica · Joegoslavië · Libanon · Liechtenstein · Luxemburg · Malta · Mexico · Monaco · Nederland · Nieuw-Zeeland · Noorwegen · Oostenrijk · Pakistan · Panama · Peru · Polen · Portugal · Puerto Rico · Republiek China · Singapore · Spanje · Syrië · Trinidad en Tobago · Tsjecho-Slowakije · Turkije · Uruguay · Venezuela · Verenigde Staten · Zuid-Afrika · Zuid-Korea · Zweden · Zwitserland
`